# Johannes Rasmussen-Snogen
Johannes Rasmussen-Snogen (ur. 18 sierpnia 1917 r. w Holstebro, zm. 13 maja 1948 r. w Viborgu) – duński funkcjonariusz Gestapo podczas II wojny światowej
Wykonywał różne zajęcia, interesował się chemią. Jesienią 1943 r. dostał pracę w Kolding. Tam nawiązał kontakt z ruchem oporu, dla którego zaczął robić ładunki wybuchowe. Brał udział w różnych akcjach sabotażowych (m.in. w wysadzeniu torów kolejowych między Kolding i Esbjerg). 4 grudnia 1943 r. został aresztowany przez Gestapo. Po 2-dniowych brutalnych przesłuchaniach powiedział wszystko, co wiedział o ruchu oporu. Jednocześnie zgodził się pracować dla Gestapo. Od lutego 1944 r. działał w Venstre, rozpracowując grupę konspiracyjną Holger Danske. Po niepowodzeniu powrócił do Kolding. Tam został zwolniony ze służby. Próbował bezskutecznie znaleźć pracę w Niemczech. W tej sytuacji za pośrednictwem swojego przyjaciela innego kolaboranta Petera Karla Brinkmanda powrócił do służby dla Gestapo. Został tłumaczem, uczestnicząc w przesłuchaniach więźniów, których często sam torturował. Pod koniec lutego 1945 r. poważnie rozchorował się. 6 maja tego roku został aresztowany i uwięziony. 27 maja 1947 r. po procesie skazano go na karę śmierci. Wyrok potwierdził sąd najwyższy 22 marca 1948 r. 13 maja tego roku został rozstrzelany w więzieniu w Viborgu.